# Cameron Oliver
Cameron Oliver, né le 11 juillet 1996, à Oakland, en Californie, est un joueur américain de basket-ball. Il évolue aux postes d'ailier et ailier fort.

## Biographie
En mai 2021, Oliver s'engage pour 10 jours avec les Rockets de Houston en NBA.
Fin décembre 2021, il signe un contrat court avec les Hawks d'Atlanta.
En février 2022, Oliver rejoint le club espagnol de l'Unicaja Málaga jusqu'à la fin de la saison.

## Palmarès
- Second-team All-MWC 2017
- Third-team All-MWC 2016
- MWC All-Defensive team 2016, 2017